# 常陸山谷右衛門
常陸山谷右衛門（日语：／ Hitachiyama Taniemon，1874年1月19日—1922年6月19日），原名市毛谷右衛門，日本茨城縣水戶市出身的前大相撲力士。身高1.74米，重146公斤。他是第19代橫綱。
他與另一橫綱第2代梅谷藤太郎的巨大競爭創造了梅-常陸時代，並為推廣相撲做了很多工作。他在推動這項運動方面的成就和他在土俵上的實力一樣被人們銘記。在晚年他作為出羽海部屋的主教練，他訓練了數百名力士，包括三名橫綱。許多人認為他是相撲歷史上最光榮的橫綱，為他贏得了“角聖”的綽號。

## 早年生涯
常陸山於1874年1月19日出生於茨城縣東茨城郡（現茨城縣水戶市），他是水戸藩士市毛高成之子。明治維新後改為經營河運與倉庫業，他搬到東京，依靠他的叔叔。他試圖進入他叔叔受僱的早稻田大學。然而，在這個時候，他的叔叔發現他能夠舉起重達217.5公斤（480磅）的岩石。他的叔叔建議他成為相撲力士。當時，相撲並不被視為一項備受關注的運動，所以他的父親反對這個想法。儘管他的父親抗議，他還是在1890年加入出羽海部屋。
他於1892年6月首次亮相。然而，他愛上了他的親方的侄女; 當他被拒絕與她結婚時，他於1894年夏天離開東京相撲。他搬到了名古屋，然後是大阪相撲。他在1896年春天回到東京相撲。他在缺席期間變得更加強大，並在他返回時連續32次獲勝。1899年1月，他在幕內級的第一場比賽中獲得了冠軍。1901年1月，他晉升為大關。他在1903年5月的最後一天與另一1關第2代梅ヶ谷藤太郎進行了對抗。 他擊敗了梅ヶ谷並且晉升為橫綱。然而，常陸山堅持要晉升他的競爭對手。常陸山實現了他的願望，並且他和梅ヶ谷在1903年6月一起被晉升為橫綱。隨著大砲万右衛門也持有排名，這是第一次三個橫綱同時活躍。

## 橫綱
常陸山曾連續贏得27場比賽，在橫綱的第一場比賽中輸給了大關荒岩龜之助，然後又32場連勝。然而，他決心看到相撲與日本社會有更高的關係，他認為這項任務比僅僅贏得比賽更重要。1907年8月，他參觀了美國和歐洲。他在白宮會見了西奧多·羅斯福總統並執行了橫綱入土俵儀式。雖然由於這次旅程沒常陸山有參加1908年1月的比賽，但是沒有人批評他，因為他被視為有遠見和相撲的先驅。但他從漫長的旅程中回來後，他並沒有像以前那樣佔據主導地位，儘管他仍然在第一個R兩國國披館贏得了一個優勝。
在最高的幕內級，他贏得了150場比賽，只輸了15場比賽，勝率達到90.9。他的戰鬥風格現在被視為橫綱的典範，並提升了相撲選手在社會中的地位。他還以創新的方式表演了橫綱入土俵儀式。與他之前的橫綱不同，他在拍手後首先伸出雙臂，在他做了相撲式的腿部踩踏後，他只會抬起右臂。在他的職業生涯中，他在8場比賽中獲得最佳戰績，但只有他的最後一場在1909年優勝系統成立後才被視為真正的冠軍 。

## 晚年
1914年5月退休後，他成為出羽海部屋的教練。當他第一次加入它時，這是一個小部屋，但即使常陸山仍然是一個活躍的力士時已經訓練了許多力士，如後來的太刀山峯右衞門，即使他們不是他的部屋的成員。他是一位熟練的招聘人員和教練。他具有如此的魅力和個性，以至於他能夠吸引許多力士遠離不太成功的大阪和京都相撲，這引起了相撲組織之間的摩擦。作為主教練，他培養了許多頂級力士，其中包括至少三名橫綱:大錦卯一郎，栃木山守也和常乃花寬市。在部屋的高峰期，他負責兩百名力士的伙食。為了他們，他設計了今天在相撲界中仍然盛行的食物相撲火鍋。
他於1922年6月19日因敗血症突然去世，享年48歲。作為相撲世界備受尊敬的人物，他是第一個日本相撲協會舉辦正式葬禮的橫綱。他的墳墓在東京都台東區谷中的谷中靈園。